# Copa Independencia (Tuvalu)
La Copa Independencia es una competición entre clubes de fútbol de Tuvalu que es organizada por la Asociación Nacional de Fútbol de Tuvalu. La competición se juega en el Estadio Deportivo de Tuvalu, que está localizado en Funafuti. Es parte de los festejos de la Independencia del país, como se refleja en el nombre, y se juega el 1 de octubre de cada año desde el 1988.

## Historia
En 1988 se jugó el primer torneo. 2 años después, en el 1990, se jugó por la segunda vez. En 1991 se paró el torneo para poder hacer renovaciones en el Aeropuerto Internacional de Funafuti. Se resumo el torneo en 1998 y se ha jugado cada año desde entonces. El torneo no se jugó en 2014 por renovaciones en el Estadio Deportivo.

## Palmarés
| Año       | Campeón                                                 | Subcampeón                                              | Marcador                                                |
| --------- | ------------------------------------------------------- | ------------------------------------------------------- | ------------------------------------------------------- |
| 1988      | Nauti FC                                                | FC Manu Laeva                                           | 2–1                                                     |
| 1989      | no disputado                                            | no disputado                                            | no disputado                                            |
| 1990      | Nauti FC                                                | FC Manu Laeva                                           | 3–1                                                     |
| 1991-1997 | no disputado debido a la renovación del campo de fútbol | no disputado debido a la renovación del campo de fútbol | no disputado debido a la renovación del campo de fútbol |
| 1998      | FC Tofaga                                               | Nauti FC                                                | 2–1                                                     |
| 1999      | Nauti FC                                                | FC Niutao                                               | 2–1                                                     |
| 2000      | Lakena United                                           | FC Niutao                                               | 4–0                                                     |
| 2001      | Lakena United                                           | FC Nanumaga                                             | 7–0                                                     |
| 2002      | Lakena United                                           | FC Nanumaga                                             | 2–0                                                     |
| 2003      | Nauti FC                                                | FC Manu Laeva                                           | 3–1                                                     |
| 2004      | Lakena United                                           | Nauti FC                                                | 3–0                                                     |
| 2005      | Tamanuku                                                | Lakena United                                           | 1–0                                                     |
| 2006      | FC Tofaga                                               | FC Manu Laeva                                           | 1–0                                                     |
| 2007      | Lakena United                                           | Nauti FC                                                | 3–1                                                     |
| 2008      | Nauti FC                                                | FC Tofaga                                               | 3–2                                                     |
| 2009      | Nauti FC                                                | FC Tofaga                                               | 3–1                                                     |
| 2010      | FC Tofaga                                               | Lakena United                                           | 2–0                                                     |
| 2011      | FC Manu Laeva                                           | Tamanuku                                                | 2–1                                                     |
| 2012      | FC Tofaga                                               | Nauti FC                                                | 4–0                                                     |
| 2013      | FC Tofaga                                               | Nauti FC                                                | 3–1                                                     |
| 2014      | no disputado debido a la renovación del campo de fútbol | no disputado debido a la renovación del campo de fútbol | no disputado debido a la renovación del campo de fútbol |
| 2015      | Vaitupu FC                                              | FC Manu Laeva                                           | 2–1                                                     |
| 2016      | FC Manu Laeva                                           |                                                         |                                                         |
| 2017      | Nauti FC                                                |                                                         |                                                         |
| 2018      | FC Manu Laeva                                           |                                                         |                                                         |
| 2019      | Lakena United                                           |                                                         |                                                         |
| 2020      | Vaitupu FC                                              | Nukulaelae FC                                           |                                                         |
| 2021      | Lakena United (Nanumea)                                 | Nauti FC (Funafuti)                                     | 2–2 (4-3 pen.)                                          |

## Títulos por equipo
| Club          | Títulos | Subtítulos | Años campeón                             | Años subcampeón                    |
| ------------- | ------- | ---------- | ---------------------------------------- | ---------------------------------- |
| Nauti FC      | 7       | 6          | 1988, 1990, 1999, 2003, 2008, 2009, 2017 | 1998, 2004, 2007, 2012, 2013, 2021 |
| Lakena United | 7       | 2          | 2000, 2001, 2002, 2004, 2007, 2019, 2021 | 2005, 2010                         |
| FC Tofaga     | 5       | 2          | 1998, 2006, 2010, 2012, 2013             | 2008, 2009                         |
| FC Manu Laeva | 3       | 5          | 2011, 2016, 2018                         | 1988, 1990, 2003, 2006, 2015       |
| Vaitupu FC    | 2       | -          | 2015, 2020                               |                                    |
| Tamanuku      | 1       | 1          | 2005                                     | 2011                               |
| FC Nanumaga   | -       | 2          | ----                                     | 2001, 2002                         |
| FC Niutao     | -       | 2          | ----                                     | 1999, 2000                         |
| Nukulaelae FC | -       | 1          | ---                                      | 2020                               |